# Gauliga Ostpreußen 1939/40
De Gauliga Ostpreußen 1939/40 was het zevende voetbalkampioenschap van de Gauliga Ostpreußen.
Gedania Danzig, dat vorig seizoen nog vijfde eindigde werd uit de competitie gezet omdat de club van de Poolse minderheid uit Danzig was en het politieke regime dit niet langer accepteerde. Polizei SV Danzig trok zich uit de competitie terug, net als Masovia Lyck, dat financiële problemen had. Legerclubs SV Hindenburg Allenstein, de kampioen van vorig jaar, MSV von der Goltz Tilsit en MSV Yorck Boyen Insterburg werd ontbonden. De reguliere competitie werd niet voltooid door het uitbreken van de Tweede Wereldoorlog. De competitie werd daarna beperkt tot vier clubs. De reeds gespeelde wedstrijden bleven tellen en er werden nog enkele resterende wedstrijden gespeeld. 
VfB Königsberg, de dominante club voor de invoering van de Gauliga, kon voor het eerst kampioen worden plaatste zich voor de eindronde om de Duitse landstitel, waar de club in de groepsfase uitgeschakeld werd. 
Na dit seizoen wisselden de clubs uit Danzig en Elbing naar de nieuwe Gauliga Danzig-Westpreußen. Een KSG is een Kriegssportgemeinschaft en werd opgezet tussen meerdere clubs om die het moeilijk kregen om een volwaardig elftal op te stellen. 

## Stand na stopzetting competitie
| Plaats | Club                          | Wed. | W | G | V | Saldo | Ptn. |
| ------ | ----------------------------- | ---- | - | - | - | ----- | ---- |
| 1.     | VfB Königsberg                | 5    | 5 | 0 | 0 | 34:4  | 10:0 |
| 2.     | SC Preußen 09 Danzig          | 4    | 3 | 1 | 0 | 14:7  | 7:1  |
| 3.     | KSG Viktoria/1910 Allenstein  | 6    | 2 | 2 | 2 | 12:16 | 6:6  |
| 4.     | BuEV Danzig                   | 5    | 2 | 1 | 2 | 12:24 | 5:5  |
| 5.     | SV Neufahrwasser 1919         | 6    | 2 | 0 | 4 | 10:24 | 4:8  |
| 6.     | SV Prussia-Samland Königsberg | 2    | 1 | 1 | 0 | 4:3   | 3:1  |
| 7.     | KSG Viktoria/Hansa/05 Elbing  | 6    | 1 | 0 | 5 | 11:18 | 2:10 |
| 8.     | Reichsbahn SG Königsberg      | 4    | 0 | 1 | 3 | 7:18  | 1:7  |

|  | Wissel naar Gauliga Danzig-Westpreußen 1940/41                                     |
|  | KSG werd ontbonden, beide clubs gingen volgend jaar in de Bezirksklasse van start. |

## Stand resterende clubs
| Plaats | Club                          | Wed. | W | G | V | Saldo | Ptn. |
| ------ | ----------------------------- | ---- | - | - | - | ----- | ---- |
| 1.     | VfB Königsberg                | 6    | 5 | 0 | 1 | 27:8  | 10:2 |
| 2.     | SC Preußen 09 Danzig          | 6    | 4 | 1 | 1 | 18:9  | 9:3  |
| 3.     | BuEV Danzig                   | 6    | 1 | 1 | 4 | 8:25  | 3:9  |
| 4.     | SV Prussia-Samland Königsberg | 6    | 0 | 2 | 4 | 6:17  | 2:10 |

|  | Kampioen |